# Manuel María Ramírez
Manuel María Ramírez Fortul (Arauca, 5 de mayo de 1817-Bogotá, 3 de mayo de 1891) fue un abogado y político colombiano, quien ocupó la presidencia de Colombia del 22 de diciembre de 1877 al 24 de diciembre de 1877 por ausencia del presidente Aquileo Parra. 

## Biografía
Nació en una hacienda de Arauca, entre los ríos Arauca y Apure, en territorio correspondiente a la Provincia de Tunja (Boyacá).
Hijo del teniente Coronel Antonio María Ramírez y de doña Dolores Fortoul Jaimes, nieta de Pierre Fortoul, el francés que fundó el apellido en Colombia.

## Trayectoria
Realizó estudios primarios en Bogotá y Cúcuta, secundarios en el Colegio Provincial de Guanentá y de derecho en el Colegio Mayor de San Bartolomé (Bogotá).     

### Carrera política temprana
Diputado a la Asamblea Constituyente de la Provincia de Santander (Nueva Granada) (1851) y del Congreso Nacional (1852-1853). Luego fue administrador de Aduanas de Cúcuta, cargo que finalizó y regresó a residir a Venezuela. Entre el 1 de agosto de 1877 y el 15 de junio de 1878 fue procurador general de la Nación, cargo desde el cual le fue solicitado por el consejo de gobierno que asumiera la presidencia de la república por la situación de inestabilidad que vivía el país, ya que ninguno de los designados (Julián Trujillo, Sergio Camargo y Pablo Arosemena) se encontraba en la ciudad. Ramírez asumió el poder ejecutivo con la suerte de ver restablecido el orden constitucional en solo dos días, término en el cual regresó el poder al presidente Parra.

## Últimos años
Regresó al cargo de administrador de Aduanas de Cúcuta y en 1885 asumió como cónsul de Colombia en Trujillo (Venezuela). En 1890 se radicó en Bogotá donde ejerció su profesión por poco tiempo.

## Familia
El 19 de febrero de 1844 contrajo matrimonio en Trujillo con Teresa Monreal Roth, con quien fue padre de Felipe y Carlos Ramírez Monreal.